# Коњух (планина)
Коњух је планина у североисточном делу Босне и Херцеговине. Планина је омеђена рекама Сеона, Турија, Литва и Оскова на северу, реком Гостељом и магистралним путем Тузла – Сарајево на истоку, те реком Кривајом на југу и западу. Са Озреном, Јавором и Јаворником Коњух чини део ланца рубних (виших) планина које заједно са Требавцем и Мајевицом представљају прелаз Динарског планинског система у пространу Панонску низију.
Просечна висина планине је 1000 метара. Изнад те висине уздижу се врхови: Шупљи Јавор (1157 м), Вина Крушка (1088 м), Сухо Дрвље (1206 м), Зидине (1180м), Брезина (1120 м), Врх Коњуха (1328 м) и Бандијерка, врх Јаворја (1261 м), Бијели врх (1272 м) и Зечји рат (1275 м) на југозападном гребену Смолин.

## Флора и фауна
Масив Коњуха покривен је густим шумским заједницама у којима преовладава црногорица (бор, јела и смрча), буква, јавор и у мањем броју храст. На планини расте и ретка и лековита линцура – срчаник (Gentiana lutea), која је на овој планини заштићена и угрожена.
У шумама Коњуха од дивљачи се могу наћи мрки медвед, срна, дивља свиња, вук, лисица, веверица, тетријеб, а у потоцима и рекама пастрмка и поточни рак. Од змија на планини живе поскок, шарка, белоушка, затим гуштер зелембаћ и даждевњак.

## Културно-историјски споменици
На планини Коњух постоји више некропола стећака, а само у општини Кладањ познато је преко 500 стећака. Ту си и остаци караванског пута којим се со преносила из Тузле, као и више споменика из НОБ-а.

## Заштита планине
Планинарска удружења и љубитељи природе већ годинама настоје да убеде власти да део планине прогласе заштићеном природном зоном. Влада Тузланског кантона је упутила у процедуру Закон о проглашењу делова планине Коњух заштићеним делом природе.

## Приказ у култури
Планина Коњух се помиње у револуционарној песми Коњух планином, која је опевала погибију народног хероја Пеје Марковића 1941. Песма је касније доживела више обрада. Истоимени филм је снимљен 1966. у режији Фадила Хаџића.